# GHITM
GHITM (англ. Growth hormone inducible transmembrane protein) – білок, який кодується однойменним геном, розташованим у людей на короткому плечі 10-ї хромосоми. Довжина поліпептидного ланцюга білка становить 345 амінокислот, а молекулярна маса — 37 205.
| 10         |  | 20         |  | 30         |  | 40         |  | 50         |
| ---------- |  | ---------- |  | ---------- |  | ---------- |  | ---------- |
| MLAARLVCLR |  | TLPSRVFHPA |  | FTKASPVVKN |  | SITKNQWLLT |  | PSREYATKTR |
| IGIRRGRTGQ |  | ELKEAALEPS |  | MEKIFKIDQM |  | GRWFVAGGAA |  | VGLGALCYYG |
| LGLSNEIGAI |  | EKAVIWPQYV |  | KDRIHSTYMY |  | LAGSIGLTAL |  | SAIAISRTPV |
| LMNFMMRGSW |  | VTIGVTFAAM |  | VGAGMLVRSI |  | PYDQSPGPKH |  | LAWLLHSGVM |
| GAVVAPLTIL |  | GGPLLIRAAW |  | YTAGIVGGLS |  | TVAMCAPSEK |  | FLNMGAPLGV |
| GLGLVFVSSL |  | GSMFLPPTTV |  | AGATLYSVAM |  | YGGLVLFSMF |  | LLYDTQKVIK |
| RAEVSPMYGV |  | QKYDPINSML |  | SIYMDTLNIF |  | MRVATMLATG |  | GNRKK      |

A: Аланін

C: Цистеїн

D: Аспарагінова кислота

E: Глутамінова кислота

F: Фенілаланін

G: Гліцин

H: Гістидин

I: Ізолейцин

K: Лізин

L: Лейцин

M: Метіонін

N: Аспарагін

P: Пролін

Q: Глутамін

R: Аргінін

S: Серин

T: Треонін

V: Валін

W: Триптофан

Задіяний у такому біологічному процесі, як апоптоз. 
Локалізований у мембрані, мітохондрії, внутрішній мембрані мітохондрії.